# Phelister carinullus
Phelister carinullus är en skalbaggsart som beskrevs av Hinton 1935. Phelister carinullus ingår i släktet Phelister och familjen stumpbaggar. Inga underarter finns listade i Catalogue of Life.